# Idiops versicolor
Idiops versicolor là một loài nhện trong họ Idiopidae.
Loài này thuộc chi Idiops. Idiops versicolor được William Frederick Purcell miêu tả năm 1903.